# Comté de Hollande
Pour les articles homonymes, voir Hollande (homonymie).
Xe siècle – 1581
Entités précédentes :
- Maritima, Masalant, Huitingoe, Hollant, Lake et Isla, Rinland, Germepi, Instarlaka, Kinnem, Texla

Entités suivantes :
- Provinces-Unies

Le comté de Hollande est un État féodal créé au cours des  Xe et XIe siècles dans le cadre du Saint-Empire romain germanique par la dynastie des Gerulfing, régnant à l'origine sur des territoires de Frise occidentale. 
Acquis en 1433 par le duc de Bourgogne Philippe le Bon, il est intégré aux Pays-Bas bourguignons, qui passent à la maison de Habsbourg avec Philippe le Beau (1482), puis Charles Quint (1506). 
Sous le règne de Philippe II (1555-1598), comte de Flandre, souverain des Pays-Bas des Habsbourg (et par ailleurs roi d'Espagne), le comté de Hollande joue un rôle essentiel dans le soulèvement qui aboutit à la sécession des Provinces-Unies en 1579-1581. C'est en effet à Delft que le chef de l'insurrection, Guillaume d'Orange, établit son quartier général en 1572, et qu'il est assassiné en 1584.
« Hollande » devient d'ailleurs le nom usuel donné en Europe à la république des Sept Provinces-Unies des Pays-Bas.

## Histoire

### Origines du comté de Hollande (Xe-XIesiècle)
La plus ancienne mention du nom de la Hollande (Holland, du moyen néerlandais Holdland/Holtland, « terre boisée ») date du Xe siècle. Auparavant, les noms concernant cette région sont : Frise (Frisia) et Kennemerland (ou Kennemerlant), nom qui dérive peut-être de celui des Cananefates.

#### Contexte historique et géographique
Le comté de Hollande apparaît dans le cadre de la décomposition de l'Empire carolingien après le traité de Verdun (843), dans une région qui est l'extrémité occidentale des pays de peuplement frison, situés sur les côtes depuis la péninsule du Jutland jusqu'au Sinkfal (rivière disparue située un peu à l'ouest de la Meuse). Il s'agit d'une région intégrée assez tard dans l'Empire carolingien, christianisée au VIIIe siècle (dépendant du diocèse d'Utrecht, créé en 695). 
La création du comté de Hollande correspond à un recul des Frisons à l'ouest de la Vlie (rivière aujourd'hui ennoyée par l'IJsselmeer, successeur du Zuiderzee apparu au XIIIe siècle).

#### la dynastie des Gerulfing à la fin de l'époque carolingienne
La création du comté de Hollande est liée à la dynastie des Gerulfing, descendants de Gérulf Ier (?-855), comte de Kennemerland, régnant depuis Gérulf II (vers 850-vers 895) sur un territoire situé entre le Sinkfal et la Vlie, appelé « Frise occidentale ». En 882, Gerulf II est subordonné par l'empereur au chef viking danois Godfred, comte de Kennemerland et duc de Frise, mais celui-ci est assassiné en 885 et Gerulf II prend sa succession.
À ce moment, le rôle principal dévolu aux comtes de Kennemerland est la défense contre les Normands, dont Godfred, lui-même ancien viking, s'acquittait assez mal.
Gérulf a deux fils : 
- Thierry (vers 870-vers 960), qui lui succède comme comte de Kennemerland (Thierry Ier). Il est présent dans l'entourage de Charles le Simple (879-929), roi de Francie occidentale, en 916 et en 921. Il reçoit du roi en pleine propriété une portion importante du comté, où il fonde l'abbaye d'Egmond[2] (actuelle Hollande-Septentrionale).
- Waldger, comte du pagus « Lek et IJssel » qu'il transmet ensuite à son fils Radbod, selon une charte d'Otton Ier de 944. En 975, Radbod gouverne aussi le territoire appelé Instarlaka où se trouve Utrecht[2].

#### Dans le Saint-Empire: Thierry II et Arnoul
En 962, le duc de Saxe Otton Ier se fait couronner empereur après avoir réuni les territoires attribués par le traité de Verdun à la Francie orientale et à la Francie médiane. C'est le début du Saint-Empire, qui renonce de fait au contrôle de la Francie occidentale, où les Capétiens remplacent définitivement les Carolingiens à partir de 987.  
Le petit-fils de Thierry Ier, Thierry II (930-988) se voit octroyer en 985 par l'empereur Otton III les territoires qu'il tient en bénéfice dans les comtés du Masalant, de Kennemerland et de Texel, ensemble s'étendant de l'embouchure de la Meuse jusqu'au Vlie. Il y joint la Zélande, les Quatre-Métiers, le comté de Gand, ainsi que le pays de Waes situé en Francie occidentale, fief reçu du comte de Flandre Arnoul Ier.
Arnould de Frise occidentale, fils de Thierry II et époux de Liutgarde de Luxembourg, fut également comte de Gand et de Frise occidentale. Il paraît avoir essayé d'agrandir sa puissance aux dépens des Frisons du Nord, mais il est tué en 993 dans un combat qu'il leur livra.

### Le conflit avec Utrecht (1018-1076)

#### Formation de la principauté épiscopale d'Utrecht
Toutefois le comté d'Instarlaka échappe aux Gerulfing. Sous Otton Ier, les fiefs de Waldger puis de ses fils Radbod et Hatto[pas clair] sont confisqués et transférés à l'évêque d'Utrecht, qui devient chef d'une principauté épiscopale. C'est probablement l'évêque Baldéric (918-977) qui obtient l'immunité complète et est substitué aux comtes laïcs d'Instarlaka.
Sous l'empereur Henri II, la politique royale favorise de plus en plus les évêques, ce qui entraîne un conflit entre le comte de Frise occidentale et le prince-évêque d'Utrecht. Celui-ci est soutenu non seulement par les empereurs, mais aussi par les ducs de Basse-Lotharingie et par d'autres princes épiscopaux, notamment les évêques de Liège et de Metz.

#### Le conflit sous Thierry III
Au début du XIe siècle, Thierry III (980-1039) bâtit  à Dordrecht une forteresse sur la Merwede, qui nuit à la fois aux intérêts du prélat et des marchands de Tiel. 
En 1018, le duc de Basse-Lotharingie Godefroid Ier, accompagné de l'évêque Baldéric II de Liège, de l'archevêque de Cologne et de l'évêque d'Utrecht, lance une campagne contre le comte, mais c'est un échec ; son armée est battue le 29 juillet près de Vlaardingen, dans la forêt de la Merwede.
L'évêque d'Utrecht Adalbold II doit s'accommoder de son voisin, avec lequel il se réconcilie ; en effet, personne d'autre ne paraît en mesure de protéger le pays contre une attaque importante, le rôle du comte de Frise occidentale est ainsi nettement défini.
Du côté de la Flandre, Henri II, profitant de l'occasion qui lui est offerte[pas clair], réussit à brouiller Thierry III avec le comte de Flandre Baudouin IV qui s'empare du comté de Gand.

#### Sous Thierry IV et Florent Ier: la victoire de l'évêque d'Utrecht (1064)
Thierry IV (vers 1015-1049) s'étant emparé d'un pagus relevant de l'évêché d'Utrecht, peut-être le pagus de Germepi, entre l'IJssel et le Vieux Rhin), l'empereur Henri III l'oblige en 1046 à renoncer à cette usurpation, mais la lutte reprend l'année suivante. Thierry s'associe à la révolte de Godefroid le Barbu (Godefroid II de Basse-Lotharingie) qui, aidé de Baudouin V de Flandre, attaque puis incendie le palais impérial de Nimègue, après avoir infligé à l'armée impériale un désastre semblable à celui de 1018.
Thierry IV peut alors reprendre le territoire contesté ; les trois évêques d'Utrecht, de Liège et de Metz organisent alors un complot contre lui : il l'attirent dans un piège, et le comte est assassiné le 14 janvier 1049, ne laissant pas d'héritier.
C'est son frère Florent (vers 1015-1061) qui lui succède en Frise occidentale, mais il est à son tour assassiné en 1061, laissant un fils très jeune, Thierry V. 
C'est un succès pour l'évêque d'Utrecht, consacré par deux diplômes royaux établis à Kaiserswerth au milieu d'une cour nombreuse de fidèles, datés du 30 avril et du 2 mai 1064. Par le premier, l'empereur Henri IV transfère à l'évêché l'ensemble de la Frise occidentale depuis les embouchures du Rhin jusqu'à la pointe de la Hollande septentrionale ; par le second, il restitue les biens enlevés par Thierry III et conservés par Thierry IV et Florent ; il y ajoute le comté de Hollande (comitatus in Hollant) ainsi que le bénéfice du Germepi.

#### La victoire finale de Thierry V (1076), premier comte de Hollande
La veuve de Thierry V, Gertrude de Saxe (1028-1113), se remarie avec Robert dit « le Frison », fils de Beaudouin V de Flandre ; Robert devient régent de Frise occidentale et défend énergiquement les droits de Thierry V. 
Pour assurer à l'évêque la possession effective des territoires que l'empereur lui a concédés, il sollicite l'intervention de Godefroid le Bossu (Godefroid III de Basse-Lotharingie). Celui-ci eut soin de se faire investir personnellement par l'évêque des comtés dont il lui procurait la suzeraineté[pas clair]. Godefroid est notamment le fondateur de Delft. En février 1076, il est assassiné aux environs de Dordrecht. 
Cette catastrophe permet à Thierry V de reprendre possession des territoires que son père avait occupés. 
À partir de ce moment, son pouvoir n'est plus contestée dans la région de Frise occidentale, ainsi que celui de ses descendants, la dynastie des Thierry. C'est probablement en 1076 également qu'il reprend en fief des comtes de Flandre les îles méridionales de la Zélande[pas clair], cédant en échange le pays de Waes (entre Anvers et Gand).
Thierry est le premier à utiliser le titre de « comte de Hollande ».

### Le comté sous les Thierry (XIIe-XIIIesiècle)
Entre 1157 et 1168, un conflit au sujet de la Zélande opposa les comtes de Flandre et de Hollande, mais le statut des îles ne changea pas : elles restèrent un fief que les comtes de Zélande tenaient de la Flandre.
Le comte Thierry VII mourut sans laisser d'enfant mâle. Son frère Guillaume revendiqua alors le comté aux dépens de sa fille Ada. Celle-ci épousa Louis de Looz, qui chercha l'appui de la Flandre dans sa lutte pour faire valoir les droits de sa femme. En 1206, Philippe de Namur prononça un arbitrage entre les deux prétendants : il assigna à Louis de Looz la Hollande et quatre îles : Scherpenisse, Duiveland, Stavenisse, Dreischor, à Guillaume, le reste de la terre située sur la rive gauche de la Meuse, et notamment les îles méridionales de la Zélande.
Louis de Looz ne parvint pas, malgré l'appui de la Flandre, à faire prévaloir ses droits et il dut abandonner l'ensemble des pays hollandais à Guillaume Ier. Il mourut en 1218.
Guillaume II, petit-fils de Guillaume Ier maria sa sœur Alix à Jean d'Avesnes, alors en lutte contre la comtesse Marguerite et son fils Guillaume pour les comtés de Flandre et de Hainaut. Les deux beaux-frères attaquèrent Rupelmonde : c'était faire revivre les prétentions de la maison de Hollande sur le pays de Waes.
En octobre 1247, Guillaume fut alors élu roi des Romains en opposition à Frédéric II. Il ne voulut sans doute pas trop compliquer sa tâche en attirant sur la Hollande les forces de la Flandre, et il autorisa son frère Florent, qui administrait pour lui le pays, à traiter avec Marguerite. La paix conclue le 7 juillet 1248 fut confirmée par Guillaume II le 3 août et plus spécialement encore dans le courant de septembre de la même année.
En 1252, une guerre ouverte reprit entre la Flandre et la Hollande ; Marguerite attaque la Zélande ; ses fils Gui et Jean, défaits à Westkapelle (1er juillet 1253), demeurent prisonniers (jusqu'en 1256).
La mort de Guillaume II (28 janvier 1256) modifia la situation. Il laissait un fils mineur, Florent V, dont son frère, également nommé Florent, eut la tutelle.
La paix fut négociée la même année à Péronne par Louis IX, entre Marguerite d'une part, la Hollande et les d'Avesnes de l'autre. Le dit de Péronne (24 septembre 1256) fut la base des traités conclus le 13 octobre 1256 à Bruxelles et le 22 novembre 1257. En échange d'une union dynastique, Marguerite abandonnait de nombreux droits que les comtes de Flandre avaient jusqu'ici exercés en Zélande. C'est donc en vertu de cet accord que Florent V épousa Béatrix de Dampierre, fille de Gui de Dampierre.
Florent V ne tarda cependant pas à avoir à son tour des démêlés avec son beau-père Gui de Dampierre au sujet de la Zélande, et bien qu'il eût contracté alliance avec Édouard Ier d'Angleterre, il chercha ensuite l'appui de Philippe le Bel ; mais il fut assassiné en 1296.
Quand son jeune fils Jean Ier lui succéda, Gui fut amené, pour s'assurer l'appui de la Hollande, à renoncer à ses droits sur les îles zélandaises. C'est ce qu'il fit par un accord du 4 mars 1299. Toutefois la renonciation ne devait produire ses effets que pour autant qu'il existât des héritiers directs du comte de Hollande, et elle devenait caduque si la succession était dévolue à une ligne collatérale.
Or, c'est précisément ce qui arriva : cette année même, Jean Ier fut emporté par la maladie (10 novembre 1299), et ses États passèrent à la maison d'Avesnes. Jean II d'Avesnes, comte de Hainaut, était fils d'Alix de Hollande, sœur de Guillaume II.

### Le comté sous la maison d'Avesnes (1299-1354)
L'accession de Jean II d'Avesnes au trône de Hollande institua donc une union personnelle entre les comtés de Hainaut et de Hollande.
Conformément à l'accord de 1299, Gui de Dampierre revendiqua immédiatement la suzeraineté de la Zélande méridionale, mais il avait dès 1296 cédé ses droits à son fils Guyot, qui prit le titre de comte de Zélande. La campagne que ce prince entama en 1303 fut d'abord couronnée de succès ; il réussit même à s'emparer de la plus grande partie de la Hollande ; mais il perdit bientôt ses avantages et tomba entre les mains de ses adversaires.
En 1317, à la mort de Gui d'Avesnes, évêque d'Utrecht, le comté annexe la ville d'Amsterdam qui devient la cinquième ville comtale et rejoint Dordrecht, Haarlem, Delft et Leiden.
L'interminable querelle à propos de la Zélande ne fut définitivement tranchée qu'en 1323. Charles le Bel, qui avait réussi à s'attacher à la fois Louis de Nevers et Guillaume III de Hollande-Hainaut, leur imposa son arbitrage. Le traité du 6 mars 1323, qui consacra l'abandon par la maison d'Avesnes de toutes ses prétentions sur la Flandre impériale, émancipa d'autre part définitivement la Zélande de la suzeraineté flamande.

### Le comté sous la maison de Bavière (1354-1433)
Jacqueline de Bavière cède la Hollande, tout comme le Hainaut à Philippe le Bon en 1433.

### Le comté sous les Habsbourg (1482-1581)

#### Le règne de Philippe II
Guillaume d'Orange-Nassau est nommé stathouder de Hollande et de Zélande, puis devient membre du conseil d'État.
En 1568, il lance la première offensive contre le nouveau gouverneur général, le duc d'Albe. En 1572, après la Prise de La Brielle par les Gueux de mer, il s'installe à Delft, dirigeant l'armée des insurgés en liaison avec les États généraux, installés à Bruxelles, qui ont leur propre armée face à celle de Philippe II.
En 1579, les États provinciaux du comté de Hollande adhèrent à l'union d'Utrecht, opposée à l'union d'Arras loyaliste.
En 1581, les États généraux de l'union d'Utrecht prononcent, par l'acte de La Haye, la déchéance de Philippe II de tous ses droits sur les Pays-Bas, qu'il détient en tant que descendant des ducs de Bourgogne : il n'est donc plus reconnu comme comte de Hollande (entre autres). C'est le début d'un nouvel État européen, les Provinces-Unies.

### Le comté dans les Provinces-Unies (1581-1795)

#### Les conséquences de la prise d'Anvers par Alexandre Farnèse (1585)
En 1583-1584, l'armée de Philippe II, commandée par Alexandre Farnèse, reconquiert le comté de Flandre et le duché de Brabant, reprenant notamment le grand port d'Anvers en août 1585. 
La situation militaire se stabilise ensuite et les Provinces-Unies conservent le nord du Brabant (Bois-le-Duc, Bréda) qui sert de zone de protection militaire pour la Hollande.
Les marins hollandais s'efforcent aussi de maintenir l'Escaut fermé à la navigation afin d'empêcher le commerce de reprendre à Anvers au profit des provinces restées sujettes du roi d'Espagne, les Pays-Bas espagnols.
Cette situation profite à Amsterdam et à Rotterdam, qui connaissent dès lors un grand développement de leurs activités commerciales et financières. 

#### La Hollande et l'expansion coloniale des Provinces-Unies
En 1602, les hommes d'affaires hollandais fondent en liaison avec les États généraux des Provinces-Unies la Compagnie néerlandaise des Indes orientales (Vereenigde Oostindische Compagnie, « VOC », selon le sigle utilisé par la compagnie), qui est à l'origine de l'empire colonial des Provinces-Unies, principalement en Asie, où Batavia est fondée en 1619 aux Indes orientales néerlandaises

#### La Hollande, refuge pour les protestants d'Europe
La Hollande accueille de nombreux réfugiés protestants, soit des provinces du sud, où le catholicisme est la seule religion autorisée, soit de France à l'époque des guerres de religion, soit d'Angleterre, où les calvinistes sont persécutés à partir du règne de Jacques Ier. 
Vers 1610 se forme notamment la congrégation des Anglais de Leyde, qui joue un rôle essentiel dans l'épisode célèbre dans l'histoire des États-Unis de l'installation des Pères pèlerins au Massachusetts en 1620.

#### La crise de 1618 et la mort du Grand-pensionnaire Johan van Oldenbarnevelt
La crise, qui survient dans la période de la trêve de Douze Ans (1609-1621) entre les Provinces-Unies et le roi d'Espagne, est à la fois religieuse (conflit entre les calvinistes stricts et les remontrants) et institutionnelle (conflit entre centralisation du pouvoir, défendue par le fils de Guillaume d'Orange, Maurice (lui aussi stathouder de Hollande et de Zélande et chef de l'armée des Provinces-Unies) et pouvoir des provinces, défendu par Johan van Oldenbarnevelt (pensionnaire de Hollande, principale autorité civile de la république), tous deux subordonnés à l'autorité suprême des États généraux. Sur le plan religieux, Maurice prend parti pour les calvinistes et Johan pour les remontrants. Mais surtout, ce dernier se lance dans une opération visant à placer la Hollande hors de la souveraineté des États généraux : levée de mercenaires ; refus d'accueillir un synode à Dordrecht pour régler la querelle religieuse. 
Maurice de Nassau lance alors ses troupes : après avoir obtenu la soumission des mercenaires à Utrecht, il occupe la Hollande. Le pensionnaire est arrêté (août 1618), ainsi que ses conseillers, notamment Hugo Grotius. Jugé pour haute trahison par un tribunal d'exception, Johan van Oldenbarnevelt est condamné à mort le 12 mai 1619 et exécuté le lendemain.

#### Autres
En 1794, les armées de la République française envahissent les Pays-Bas autrichiens (successeurs des Pays-Bas espagnols), qui sont annexés. La république des Provinces-Unies est dissoute et remplacée par la République batave, alliée à la France.